# Скакун, Галина Фёдоровна
Галина Фёдоровна Скакун (10 октября 1943, деревня Борисы, Белоруссия — 25 марта 2022) — доярка, Герой Социалистического Труда (1988), народный депутат СССР.

## Биография
Родилась в 1943 году в деревне Борисы, Брестской области, Белоруссия.
С 1965 года работала в колхозе имени Жданова Брестского района Брестской области. Взяла обязательство надоить от каждой коровы 4500 кг молока. Слово сдержала и даже перевыполнила обязательство. Уже через год награждена медалью «За трудовую доблесть». Свой первый орден — «Знак Почета» — получила в 28 лет.
Трижды награждалась золотой медалью ВДНХ СССР, трижды — серебряной и 5 раз — бронзовой. Лауреат Государственной премии БССР (1980).
Герой Социалистического Труда (1988).
Заслуженный работник сельского хозяйства Республики Беларусь (1997). Избиралась депутатом Верховного Совета СССР[уточнить], делегатом IV Всесоюзного съезда колхозников. Почетный гражданин Брестского района и Почетный ветеран Прибужья.
Весной 1989 года избрана народным депутатом СССР  от колхозов, объединяемых Союзным советом колхозов.
Мать — Лидия Ивановна Осиюк, Герой Социалистического Труда (1958). Дети ― дочь Юлия, сын Виктор.